# Cidade Antiga de Lijiang
A Antiga Cidade de Lijiang situa-se na Província de Iunã, no sudeste na China. Situa-se nos pés das Montanhas do Dragão de Jade, que são cobertas de neve durante o ano inteiro. 
Ao contrário de outras antigas cidades chinesas, Lijiang não tem muralhas, nem aquela distribuição geométrica tradicional. Rotas e veredas de todas as direções fluem para a cidade, encaixando-se com suas ruas. Ao mesmo tempo, as ruas se dirigem às quatro principais avenidas que se encontram numa Praça Central com uma superfície de mais de 500 metros quadrados, conhecida como Largo Quadrangular, onde funcionava a feira mais movimentada da cidade. As ruas e becos da cidade são sinuosas, rodeadas por habitações de madeira e barro aos dois lados.
A Cidade Antiga de Lijiang foi incluida na Lista de Património Mundial da Unesco em 1996.

## Galeria

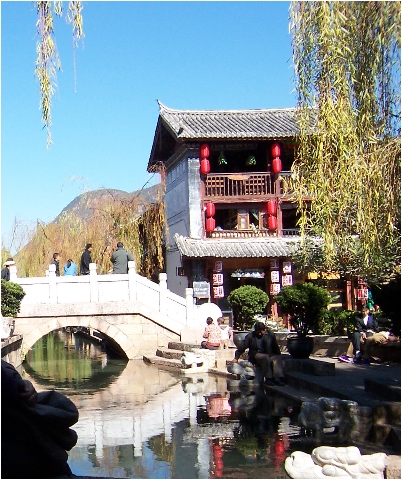
Canais de Lijiang
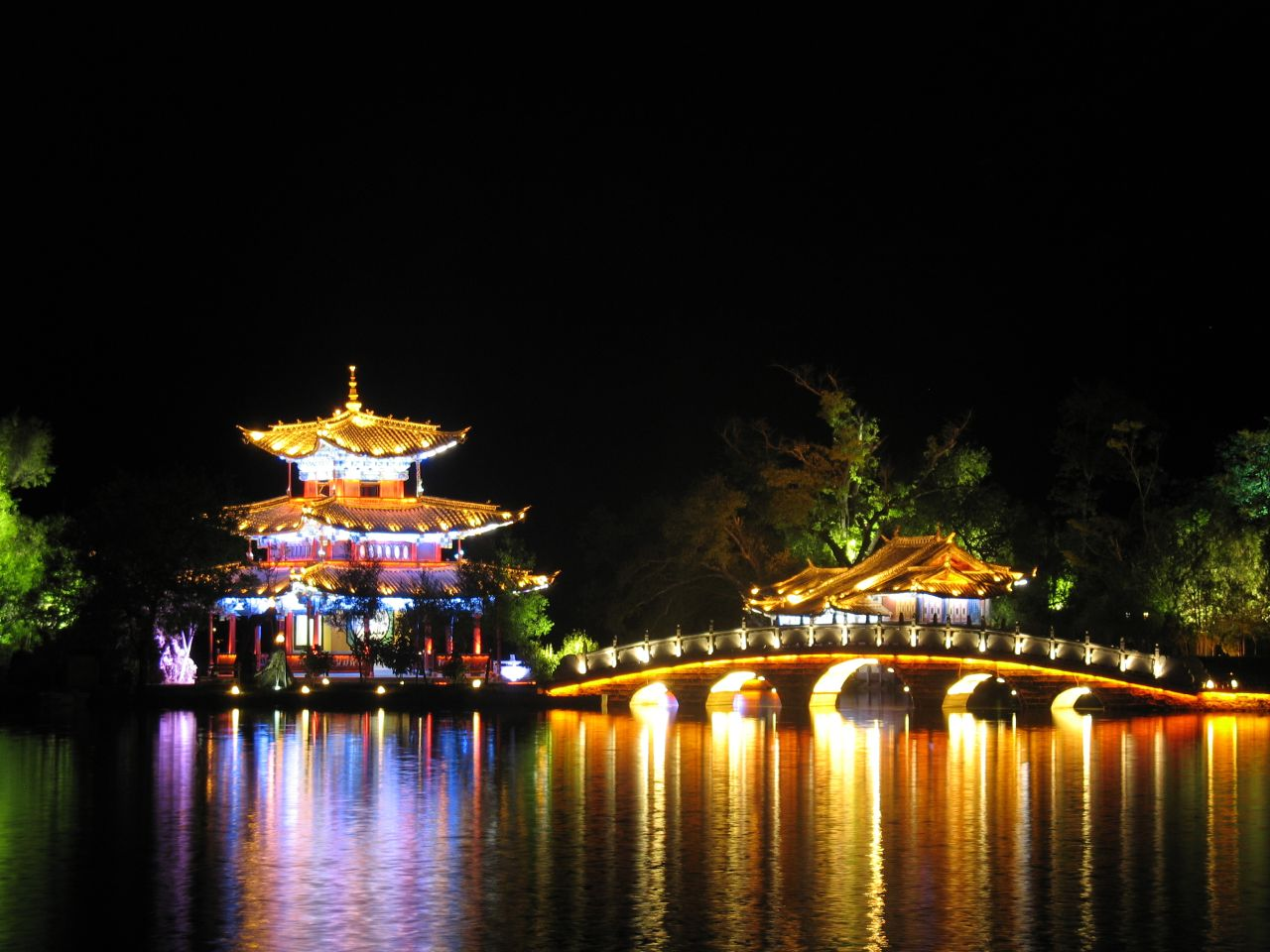
Pagode à noite